# Club Italia
Club Italia är en klubb organiserad av Federazione Italiana Pallavolo för unga, talangfulla italienska spelare. Den har både dam- och herrlag. Damverksamheten startade 1998 och herrverksamheten 2008. Lagen deltar i det vanliga seriesystemet, men förbundet har rätt att placera det i den serie de tycker är lämpligt (även om detta ofta följer lagens prestationer i ligan). Lagets bas har varierat under åren; Lucca, Ravenna, Rom och Milano har alla varit bas för klubben en kortare eller längre period.
Motsvarande lag med stark koppling till det nationella volleybollförbundet förekommer även i andra länder, t.ex. RIG Falköping i Sverige.